# Точка на пречупване
Вижте пояснителната страница за други значения на Критична точка.
Точка на пречупване или Критична точка (на английски: Point Break) е американски екшън-трилър филм от 1991 г. на сърфистка тематика.
В главните роли участват Киану Рийвс и Патрик Суейзи. Името на филма се отнася за момента в който се разбиват вълните, кулминационният момент за всеки сърфист. Бюджетът на филма е 24 милиона долара и е заснет в щата Орегон.
През 2015 година е заснет римейк на филма, режисиран от Ериксън Кор, излязъл под името „Критична точка“.

## Сюжет
Внимание:  Текстът по-долу разкрива сюжета на произведението (или части от него)!
Киану Рийвс изпълнява ролята на Джони Юта – агент на ФБР, който има задачата да разкрие банда, замесена в банкови обири в Южна Калифорния. Тъй като партньорът му Анджело Папас (Гари Бъзи) е убеден, че бандитите са сърфисти, Джони решава да влезе в техния свят под прикритие. Скоро той се запознава с Боди Патрик Суейзи – завладяваща личност и търсач на силни усещания, който би направил всичко заради адреналина, дори и обир на банка. Двамата се сприятеляват и Джони попада под опасното влияние на Боди. Започват да му харесват безкрайните дни на сърфа и дългите нощи на безпаметни купони, дори се влюбва в бившата приятелка на Боди – Тайлър (Лори Пети). Развръзката наближава и Джони научава най-важният житейски урок от Боди – ако искаш най-силните емоции, трябва да платиш и най-високата цена.
1. 1 2 3 4 5 6 7  www.imdb.com //   Посетен на 28 декември 2015 г.
2. ↑  www.allocine.fr //   Посетен на 28 декември 2015 г.
3. 1 2 3  bbfc.co.uk //   Посетен на 28 декември 2015 г.
4. 1 2 3 4  stopklatka.pl //   Посетен на 28 декември 2015 г.
5. 1 2  www.metacritic.com //   Посетен на 28 декември 2015 г.
6. 1 2 3  www.allocine.fr //   Посетен на 27 май 2016 г.
7. ↑  www.cinematographers.nl
8. ↑  59006 //   Посетен на 10 септември 2020 г.
9. ↑  22056 //   Посетен на 10 септември 2020 г.
10. ↑  tt0102685/business //  Internet Movie Database.
11. ↑  pointbreak //  Box Office Mojo.